# Élisabeth-Angélique de Montmorency-Bouteville
Élisabeth-Angélique de Montmorency-Bouteville, född 1627, död 1695, var en fransk hertiginna. Hon räknades till preciöserna, och är känd för sitt deltagande i Fronden. 
I striderna under Fronden, som skakade Frankrike från 1650 och framåt, stod hon på Condé-partiets sida mot kardinal Mazarin. År 1650 fängslade Mazarin prins Condé, ledare för Fronden. Élisabeth, en erfaren förhandlare, organiserade ett hemligt nätverk av anhängare i Chantilly, sedan i Châtillon. I slutet av 1650 dog hennes moster Charlotte och lämnade henne Château de Merlou. Élisabeth förhandlade med Mazarin fram till 1652, men utan framgång. Hon misstänktes för att vara inblandad i en komplott mot Mazarin, men försonades med hovet 1655. Hon vann över marskalk Hocquincourt till Condés parti, och sattes därefter i husarrest av Mazarin. År 1659, efter Condés försoning med den 15-årige kung Ludvig XIV, tackades hon av Condé och försonades med Mazarin.